# 이토 아쓰시 (배우)
이토 아쓰시(伊藤 淳史, 1983년 11월 25일 ~)는 일본의 배우이다. 지바현 후나바시시 출신이며, 기혼이다.
소속사는 쿼터 톤이며, 같은 배우인 이토 다카히로는 동생이다.

## 출연

### 드라마
- 2003년 《막내장남 누나 셋》
- 2004년 《애정 한판》
- 2005년 《라스트 프레젠트》
- 2005년 《요시츠네》
- 2005년 《전차남》
- 2006년 《서유기》
- 2007년 《우리들의 교과서》
- 2008년 《로스 타임 라이프》
- 2008년 《바티스타 수술 팀의 영광》 다구치 고헤이 역
- 2010년 《바티스타 수술 팀의 영광 2: 제너럴 루즈의 개선》 다구치 고헤이 역
- 2011년 《바티스타 수술 팀의 영광 3: 아리아도네의 탄환》 다구치 고헤이 역
- 2012년 《더블 페이스 잠입 수사편》 히로시 역
- 2013년 《아포양~달리는 국제공항》
- 2014년 《바티스타 수술 팀의 영광 4: 나전미궁》 다구치 고헤이 역
- 2015년 《무통 ~진찰하는 눈~》
- 2017년 《대가난》

### 영화
- 2003년 《지옥갑자원》
- 2004년 《로보콘》
- 2004년 《피와 뼈》
- 2004년 《캐산》
- 2005년 《전차남》
- 2007년 《서유기》 저팔계 역
- 2008년 《음으로 양으로 핀다》
- 2009년 《피쉬 스토리》
- 2010년 《야지마 미용실 더 무비: 꿈을 이루는 네바다》
- 2010년 《춤추는 대수사선 더 무비 3》
- 2012년 《스펙: 하늘》 본인 역
- 2014년 《팀 바리스타 파이널 케르베로스의 초상》
- 2015년 《불량소녀, 너를 응원해!》 - 츠보타 선생님 역
- 2015년 《모즈》
- 2015년 《저는 중입니다》
- 2017년 《네코아츠메의 집》
- 2017년 《잇사》

### 뮤직 비디오
- DREAMS COME TRUE 〈JET!!!〉, 〈SUNSHINE〉